# Мотел

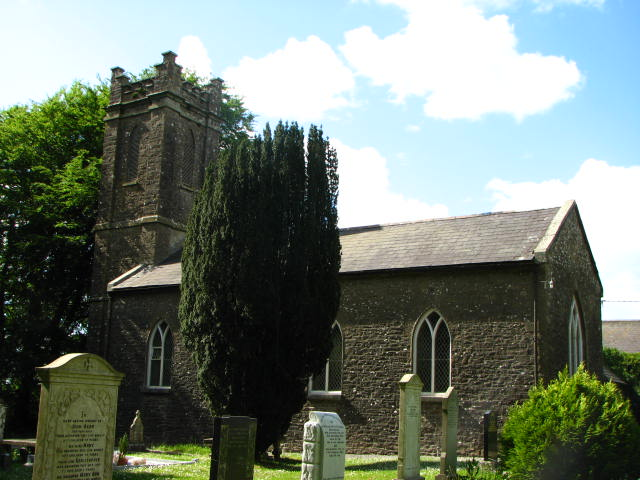
Местная церковь

Мотел (англ. Mothel; ирл. Maothail, «мягкие земли») — деревня в Ирландии, находится в графстве Уотерфорд (провинция Манстер). Наиболее близкие к ней поселения — Портло и Каррик-он-Шур.